# Động đất San Fernando 1971
Động đất San Fernando 1971 (tiếng Anh: 1971 San Fernando earthquake) là trận động đất xảy ra vào 06:00:41 (theo giờ địa phương), ngày 9 tháng 2 năm 1971. Trận động đất có cường độ 6.5 richter, tâm chấn độ sâu khoảng 8,4 km. Hậu quả trận động đất đã làm 58-65 người chết, 200-2.000 người bị thương.